# Григорович Олександр Валентинович
Олекса́ндр Валенти́нович Григоро́вич (нар. 2 квітня 1979 — пом. 24 липня 2014) — старший солдат Збройних сил України, учасник російсько-української війни.

## Життєпис
Народився 1979 року в селі Печанівка. Закінчив Печанівську ЗОШ; пройшов строкову службу в лавах ЗСУ. Останні 10 років мешкав у м. Кривий Ріг, працював монтером залізничної колії ПАТ «АрселорМіттал Кривий Ріг».
Був мобілізований 13 квітня 2014 року. Старший солдат, радіотелефоніст зенітно-артилерійного взводу 3-го механізованого батальйону 93-ї окремої механізованої бригади (Черкаське).
Загинув у бою з терористами біля селища Новолуганське, Артемівський район (Донецька область), неподалік Дебальцевого. Диверсійна група терористів під'їхала на машині до місця, де військовики набирали воду, та відкрила кулеметний вогонь. Відбиваючи атаку терористів, у бою загинули троє бійців — Олександр Григорович, Ігор Берестенко, Олександр Караченцев.
Без Олександра лишилися мама, дружина та 7-річний син.
1 серпня 2014-го похований у селі Печанівка.

## Нагороди та вшанування
- 4 червня 2015 року — за особисту мужність і героїзм, виявлені у захисті державного суверенітету та територіальної цілісності України, вірність військовій присязі під час російсько-української війни, відзначений — нагороджений орденом «За мужність» III ступеня (посмертно).[1]
- У Саксаганському районі міста Кривий Ріг 8 жовтня 2014 року відкрито пам'ятну дошку Олександрові Григоровичу.
- У вересні 2015-го в Печанівській ЗОШ встановлено пам'ятну дошку випускнику Олександрові Григоровичу.